# 日本人町
日本人町（日语：／ Nihonjin-machi），又称为日本町、日本街，指的是历史上位于东亚（日本以外）和东南亚的日本人社区。与其类似的概念包括“日本街（／）”，它们的相异之处为前者为历史概念，多指古代的海外日本人社区（尤其是商贸意义的定居点），后者则多指现在的海外日本人社区。

## 历史
16世纪至17世纪，日本人的海外活动开始在东亚、东南亚等地区逐渐繁盛。因此，当时一些日本人为了方便海外活动而逐渐移居他国，日本以外的日本人社区陆续出现，其中一些稍具规模的则被称为“日本人町”。日本人町在当时这些地区的主要港口或政治中心常可以被发现，且对这些地区的政治和经济都产生了一定的影响。
几个世纪以来，日本人由于商业、政治、宗教等原因活跃在这些地区及海上。16世纪，这样的海外活动迅猛增加。日本战国时代的内战致使很多日本人，尤其是武士、傭兵、普通商人以及罗马天主教（吉利支丹）难民，转而来到海外去寻找财富。这些离开日本的人包括很多在内战中效忠失败方的武士、一些浪人以及萬曆朝鮮戰爭或其他战争中的的退役军人。另外，由于丰臣秀吉和其后的江戸幕府皆禁止基督教，很多日本教徒离开本国，其中很多人则去往天主教盛行的马尼拉。
中国明朝政府对中日间的直接贸易往来实行海禁政策，因此东南亚成了日本商人的首选。1557年以后，中国取消了对东南亚贸易的禁令，一些因为触犯次禁令而被视为海盗的商人因此开始合法活动，而中日间的直接贸易仍然是非法的。等等这些因素致使当时东亚和东南亚间贸易往来的繁荣，这一时代被东南亚史研究者安东尼・雷德（Anthony Reid）称为“商贸时代（the Age of Commerce）”。
当时的日本人在海外从事多种职业，其中大多数为商人、被雇佣者、船员、士兵、手工劳动者。1590年代由丰臣秀吉創設并在17世纪的德川家康时代继续施行的朱印船制度，使这些海外贸易等活动达到了高峰。通过这些海上活动者及其海外社区，日本的轉口港贸易在东南亚繁盛起来。很多活跃的港口都有港都首长（port master）或日本人町首长（head of the Japanese community）；这些港都首长在马来和印度尼西亚被称为“沙班答（syahbandar）”，他们监督日本人町内居民的活动，是日本人町与当地政府间的联络者，并负责协调该港口与非本地居民的日本人间的贸易活动。

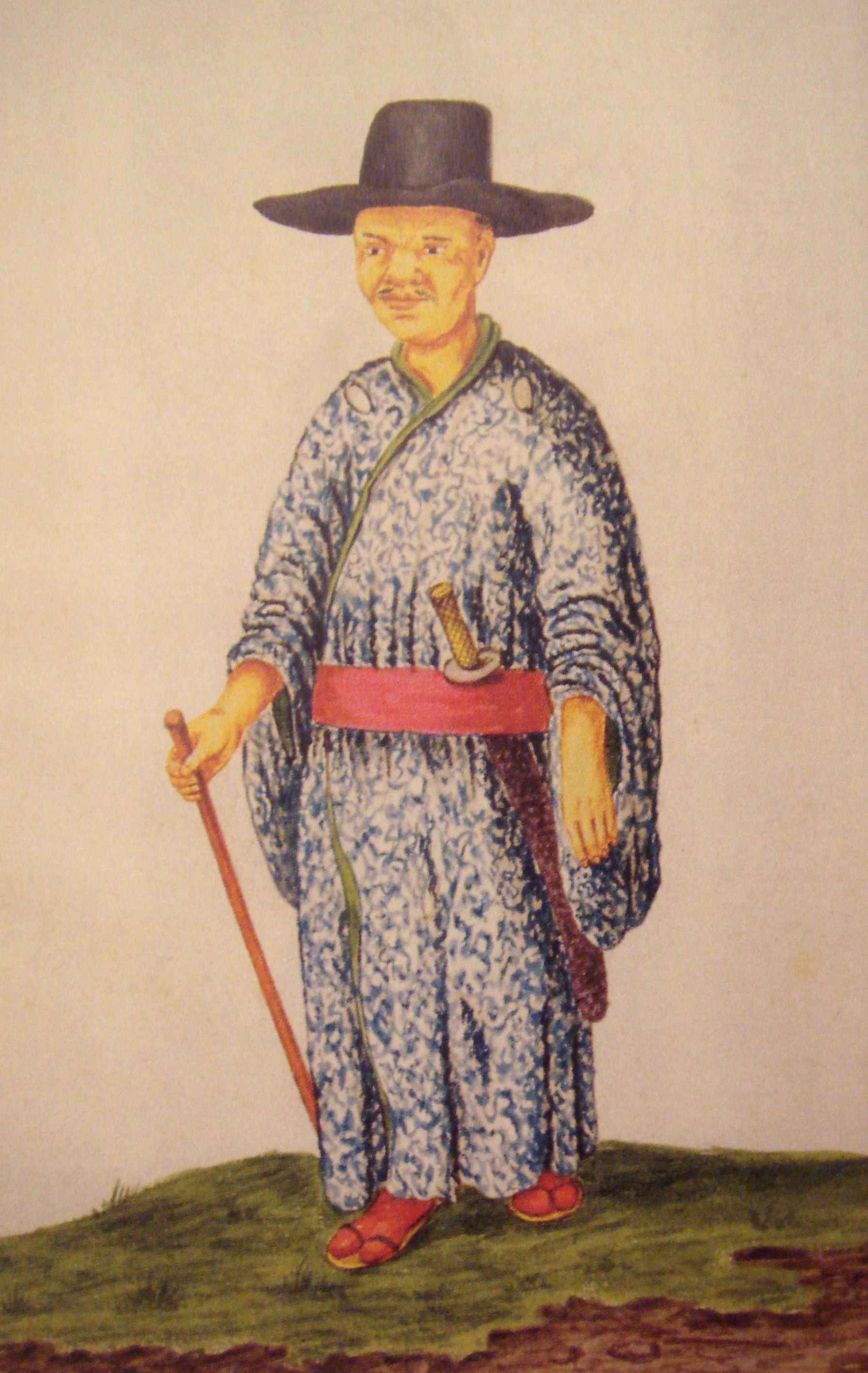
巴達維亞的日本吉利支丹 (1656年)

日本人町在东南亚的繁荣持续了约30年。然而它们在此后逐渐走向了衰落。1630年代，江户幕府开始实行锁国政策；1635年，日本人的海外旅行被禁止，甚至从海外回日本也同样被禁止。一些东南亚的日本人町持续到了17世纪。此后，日本人的海外贸易逐渐被中国人、荷兰人和东南亚人所替代，但居住在海外的日本人仍在很多港口的商贸中扮演着重要角色。17世纪末，由于缺乏新的日本移民，这些日本人町逐渐消失或被当地居民所同化。

## 概況
在这段简短但却充满活力的时代里，日本人町在在这一地区的很多主要港口都有存在，其中包括：荷屬東印度的巴达维亚（今：雅加达）、越南阮主政权（广南国）的会安、西属菲律宾的马尼拉以及柬埔寨的金边等，其中最大的，亦可能是最有名的日本人町则位于大城王国（阿育陀耶），它的日本人町首領山田長政同样受到当地大城王国（今：泰国）王室的赏识并加官授爵。山田長政手下有一个由700个日本人组成的军队，并在镇压起义、内战、王位继承争议等事务上发挥作用；他亦被允许专卖某些特殊商品，如鹿皮等，另外，他也被一些省份授予多种至少是名义上的统治者职位。
另一方面，雖然越南北部的東京在這個地區的絲綢貿易中扮演著重要角色，但是当地的郑氏政权却反对日本人町的存在。这多是由于出于对这些日本人出身的考虑（许多武士充当海盗和雇佣兵），且他们常将武器和弹药从日本运往暹罗和越南南部（北方郑主的内敌阮氏广南国）。为了避免在其行政港口可能出现的暴力行为，郑主设法避免日本人的长期居住，但许多著名的有影响力的日本商人仍常常在此处进行贸易。

## 各地的日本人町

### 阿育陀耶日本人町

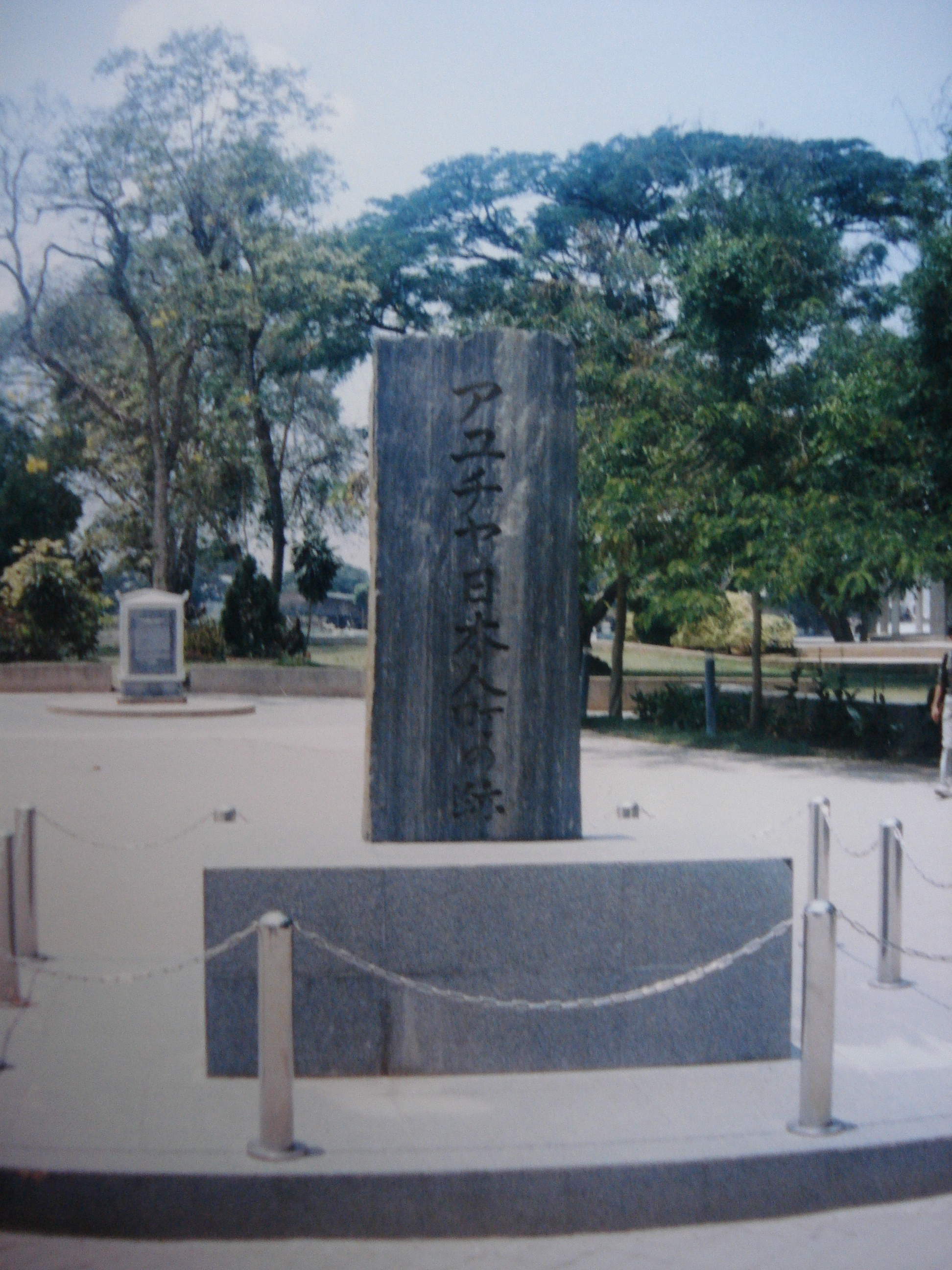
阿育陀耶日本人町遗址碑。

阿育陀耶日本人町的人口最多時的1620年代曾達到1500人。當時的大城王国于1570年開始同日本進行正式的商貿往來，此時，其與日本南邊的鄰國琉球的商貿已進行了一百多年。1570年亦是阿育陀耶日本人町的始建年代。這些日本“冒險者”多數為離開日本尋求財富的浪人，他們被大成王國的統治者所歡迎，他們中的一部分被委以侍衛、軍人等職務。大城王国當時與緬甸常有交戰，這些出身武士的日本士兵常參加此類戰爭。大成王國與日本江戶幕府也存在正式的外交關係，并從日本運來武器彈藥。到1620年代，日本已經成為大城王国最大的商貿伙伴之一。

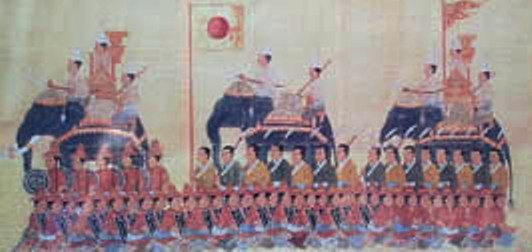
阿育陀耶的日本衛隊 (17世紀)

大城王國與日本之間良好的商貿和外交關係持續了約六十年，直到1630年的一系列政治丑聞導致了幕府與這個王國的關係開始緊張。宋当王（英：Songtham）死后，巴萨通王（英：Prasat Thong）通過政變取得王位，這個政變的一部分即為殺害日本人町首領山田長政，因為他也在朝廷有重要影響并擔任王室的日本人侍衛的首領。擔心來自日本人町的報復，巴萨通王下令燒毀阿育陀耶日本人町，并將其內的很多居民驅逐或殺害。很多日本人逃到了柬埔寨，一些年以后，他們中的一些人被國王特許返回大城王國。幕府將軍認為巴萨通王并非王位正統繼承者，并減少了與該國的聯繫。此后的海外貿易被中國和荷蘭的商船所繼續。雖然正式邦交在那莱王（英：Narai）1657年繼位以后仍沒有恢復，但在一個日本人町發揮了較大作用的事件之后，王室開始逐漸批准對日貿易。
後來，日本人町再度恢復，并仍在對日商貿方面發揮了重要作用，17世紀末，它逐漸被暹罗人同化後消失。日本人町的大部分在該地1767年被緬甸人占領之后遭到破壞，有一小部分當年的房屋存留至今。如今，該日本人町遺址已經成為了一項考古研究的課題。日本裕仁天皇和明仁天皇曾來此訪問。

### 会安日本人町

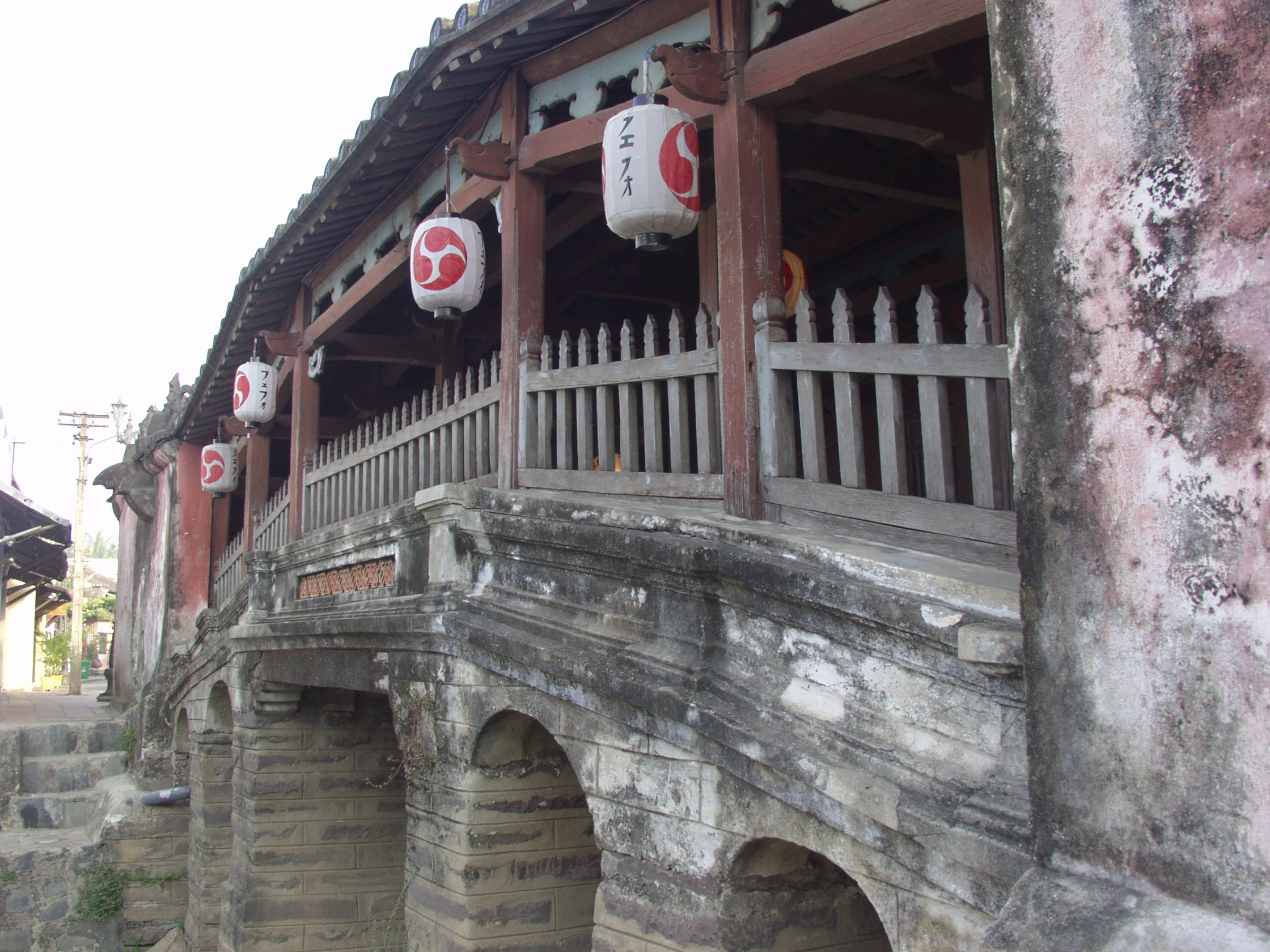
会安的来远桥（日本桥）。

離岘港不遠的會安，是越南近代最大的港口。與阿育陀耶日本人町相比，會安日本人町規模相對較小，它的居民約有幾十戶，而當時在會安的中國人則約有數千。儘管如此，會安日本人町對當地的貿易還是具有很大的影響，當時日本國內對絲綢的大量需求，使得每年日本商船的來往都會引起市場價格的周期性變動。在「朱印船」時代（約1590年至1635年），平均每年來此的日本商船有10艘以上，這表明日本人在該地的贸易約占当时日本海上商貿活動的四分之一，并超過任何其他港口。
每年中的幾個月，当中國和日本的商船到达时，该地就会出现一些繁荣的商业市场，中国、日本和越南的商人便开始交易种类繁多的商品。会安作为一个中立港口的地位让它得以繁荣，因为在此地交易的中国和日本商人不被视为触犯明朝的海禁政策。在一年中的其他时间，日本人町的居民们则会在中国、越南商人中收集各种日本商人将可能购买的货物。
第一批荷兰商人于1633年来此，并受到了来自日本人町首领的欢迎。江户幕府于1635年实施锁国政策，直接禁止日本人的海外贸易行为，根据荷兰人的记载，在这日本人与荷兰人同在会安进行商贸的短短几年中，日本人完全支配了这个港口的经济。1635年以后，日本人与荷兰人之间仍有少量经贸往来，但日本人从中国人那里买来的丝绸却鲜能满足荷兰商人的需求，后者不得不面对供不应求而导致的高价格。
17世纪以后，会安的日本人町逐渐消失，并被越南人同化。根据当时的书籍、墓碑等，不但日本人町的居民内部通婚，有名望的日本商人家族也与越南阮氏家族（当时越南南方阮氏政权的统治者）存在通婚。这些商人家族的后代，有的至今还保存着与越南有关的传家宝。
现在的会安是一个相对小而安静的旅游城市，其港口已经淤塞，这导致了其经济和影响力的下降。当年日本人町的具体位置现在仍无从考证，虽然学者们不断研究该课题，并使用当年的记录和考古发现。现在城内的被稱為「日本桥」或「来远桥」的古跡，向人們訴說著會安日本人町過去的繁榮。慣常的思維往往會認為這座橋標志著日本人町主街的入口，然而，實際上這座橋并非傳統的日本風格，這一點讓很多人對此觀點產生懷疑。

## 腳注
1. ↑  Wray. p8.
2. ↑  Wray. p2.
3. ↑  Reid.
4. ↑  Wray. pp8-9.
5. ↑  Wray. p9.
6. 1 2  Ishii. p1.
7. ↑  Wray. p10.
8. ↑  Theeravit. pp26-27.
9. ↑  Theeravit. p22.
10. ↑  Iwao. "Reopening..." pp2-4.
11. ↑  Iwao. "Relations..." pp28-29.
12. ↑  Coedes. pp164-165.
13. ↑  Woodside，162頁
14. ↑  一項由一個當地日本人于1642年所寫的荷兰东印度公司的報告記載，當時會安的中國人有約4000到5000人，日本人有約40到50人。（Laarhoven, Ruurdje (trans.)《A Japanese Resident's Account: Declaration of the Situation of Quinam Kingdom by Francisco, 1642.》 Li 和 Reid (eds.) 《南方的越南》（Southern Vietnam），31頁）
15. 1 2  Li，《阮氏交趾支那》（Nguyễn Cochinchina），63頁
16. ↑  Chen。13頁
17. ↑  Chen。14页
18. ↑  Innes. pp187-188.
19. ↑  Chuong, Thau，《古城会安》（Ancient Town of Hoi An）的《友谊之桥》（Bridge of Friendship），209页
20. ↑  Chuong, Thau，《古城会安》（Ancient Town of Hoi An）的《友谊之桥》（Bridge of Friendship）

## 相關項目
- 倭館
- 日本街